# Queda em Trinity

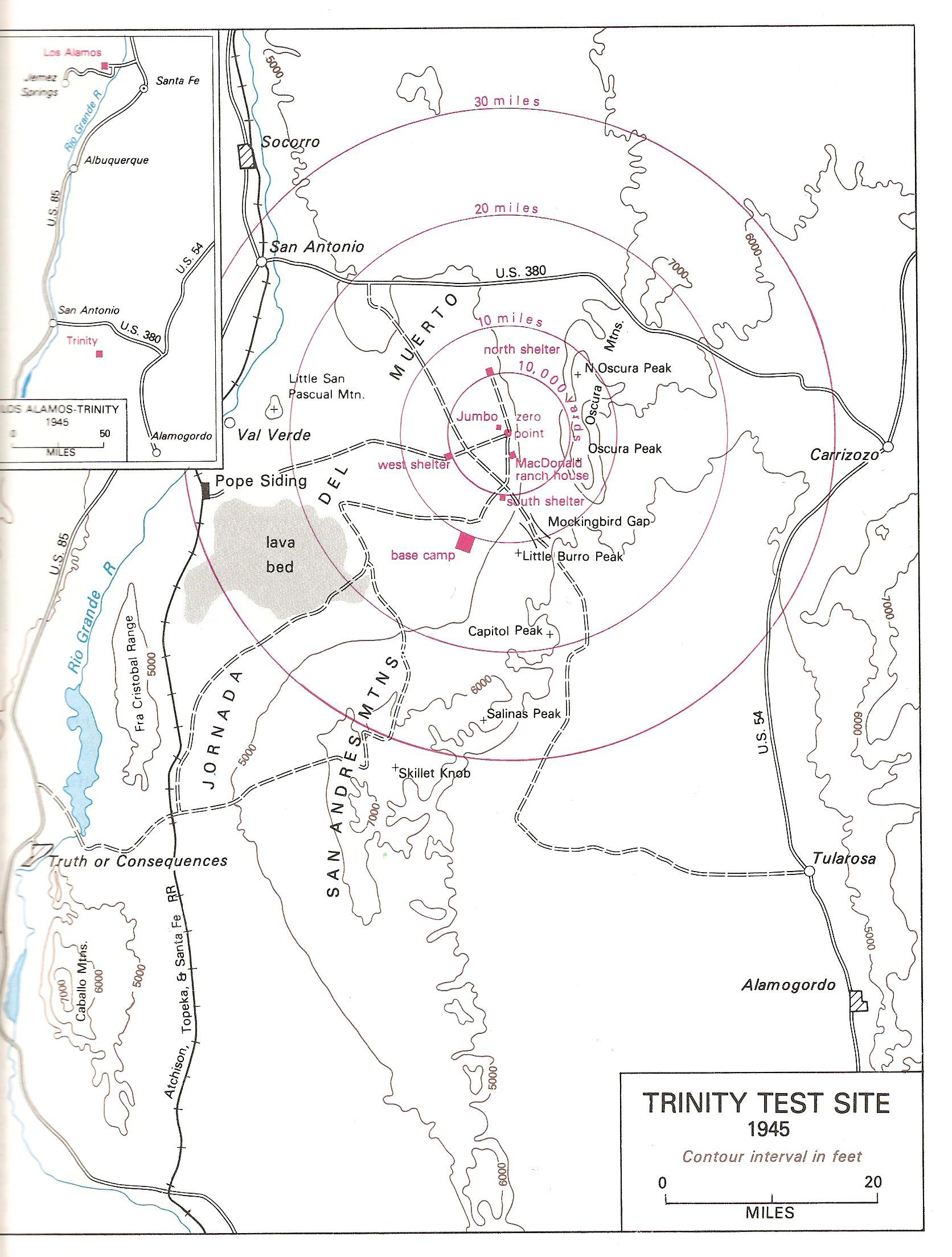
Mapa do local da experiência Trinity

O Evento UFO em Trinity é uma história de queda de objecto voador não identificado e teoria da conspiração que usa como plano de fundo o primeiro teste de bomba atômica, no deserto da Jornada del Muerto, no Novo México. A história se passaria cinco semanas após a detonação da primeira bomba atômica, foi publicada inicialmente em 2003 e se tornou mais amplamente conhecida através de um livro publicado pelo conhecido ufólogo Jacques Vallée com Paola Leopizzi Harris.
De acordo com Jose Padilla e Remigio Baca, quando eram garotos, viram uma luz brilhante, acompanhada por um som de queda. Eles afirmaram terem encontrado um dispositivo acidentado, "em forma de abacate", com uma protuberância numa extremidade, e tripulada por seres insetoides. Eles relataram ainda que o objeto mais tarde foi removido pelo exército norte-americano.
A história,  segundo o autor cético Brian Dunning, apresentava número suficiente de anacronismos e falsidades para, ser caracterizada como "literalmente um embuste, criado por pessoas que sabiam que estavam inventando".

## O contexto
A cerca de 29 km a noroeste de Trinity ficava a casa do rancho da família Padilla, uma casa de adobe tradicional, com um poço no pátio da frente e uma camioneta pick-up que o filho de nove anos, José Padilla, conduzia, uma vez que na altura os homens da família serviam nas forças armadas.
O pai de José, Faustino Padilla, trabalhava para a W.P.A. (Work Projects Administration of the Civilian Conservation Corps). A família criava gado num grande rancho arrendado ao Bureau of Land Management, e grande parte do trabalho diário na propriedade estava entregue a José, muitas vezes ajudado por um seu amigo Remigio Baca,  dois anos mais novo que ele.
A família de Remigio Baca vivia em condições muito semelhantes às de José Padilla. O pai de Remigio, que já tinha sido rendeiro,  era assistente no Hospital dos Veteranos em Albuquerque. A família Baca era descendente dos espanhóis originais que estabeleceram o governo da Nova Espanha. Quanto a José Padilla, era descendente de Apaches do lado materno; do lado do pai era de origem espanhola, mas recente.
Quando da explosão da primeira bomba atómica, tal como muitos outros habitantes da área, as duas famílias foram apanhadas de surpresa pelo flash, o som tremendo e a onda de calor:  Inez Padilla, a mãe de José, perdeu logo a vista num dos olhos. Outras consequências graves para os moradores da zona se seguiriam no decorrer dos anos, perante o desprezo e a negligência de vários  governos dos Estados Unidos da América. 

## O relato segundo as duas testemunhas

#### Primeiro dia
De acordo com os testemunhos dos dois principais envolvidos, durante o dia de 16 de Agosto de 1945 Jose Padilla, então com nove anos de idade, e Remigio Baca, de sete, procuravam a cavalo uma vaca perdida, que estava prestes a dar à luz, quando ouviram um grande estrondo  e o chão tremeu. Olhando à volta, viram fumo ali perto e para lá se dirigiram.
Haveria um enorme sulco no solo, com cerca de 30 cm de profundidade e 30  metros de largura. O solo estaria quente e os arbustos próximos teriam-se incendiado. No fim do sulco estaria um objeto, "em forma de abacate" , com um buraco num dos lados. No solo haveria vários destroços metálicos. Os rapazes observavam o engenho pelos binóculos: pequenas criaturas moviam-se para trás e para a frente. Ouvia-se um som agudo, que Remigio comparou ao de um animal em sofrimento, ou aos primeiros gritos dum recém nascido.
O tamanho do objecto foi calculado por Jose Padilla como sendo de sete  e meio a nove metros de comprimento, e cerca de quatro metros de altura.  Era cinzento,  de aspeto metálico, e provavelmente colidira com uma torre de rádio de cerca de 15 metros de altura que existia  ali perto. As criaturas, em número de três,  teriam cerca de metro e meio de altura, olhos enormes e braços muito finos e longos. O seu aspeto foi descrito como semelhante a uma louva-a-deus, ou a um grilo de Jerusalém, com as cabeças em forma de pera. O nariz e a boca eram apenas pequenos orifícios. Apesar da descrição, Jose considerou-os humanos e disse sentir o seu susto e sofrimento.
Os rapazes foram tentados a aproximar-se mais do local, mas entretanto escurecia  e tiveram de regressar a suas casas, onde contaram o acontecido aos pais.   

#### Terceiro dia
No dia seguinte após o avistamento, nenhum dos dois rapazes pôde aproximar-se do local, pois tinham tarefas a cumprir. Apenas no dia 18, um sábado, se dirigiram ao sítio, acompanhando o pai de um deles, Faustino Padilla, e Eddie Apodaca, um polícia estadual e amigo da família.
Chegados ao local, os dois adultos entraram no engenho. Após cinco ou dez minutos no interior, saíram perturbados, sem falar do que teriam visto; fosse o que fosse, a a situação parecia ter-se  agravado. Dirigindo-se aos dois rapazes disseram: "Não falem disto a ninguém, nem a um irmão, nem a um primo, nem  a vossa mãe, nem ao vosso pai. (...) E a razão disto é que se podem meter em sarilhos." As estranhas criaturas teriam desaparecido.
No mesmo dia, os dois garotos escaparam-se, voltando ao local da queda sózinhos. Alguns militares já lá se encontravam, recolhendo destroços do solo.

#### Quarto dia
No quarto dia, domingo, 19, os Padilla receberam uma visita dum militar, o Sargento R. Avila.  Em nome do exército norte-americano, vinha obter permissão para entrar na propriedade, cortar a cerca e instalar um portão largo, a fim de, segundo as suas palavras, recuperar um  seu "balão meteorológico experimental" que ali caíra. Precisariam também de trazer equipamento de construção de estradas, algumas motoniveladoras, e mais material para abrir  passagem para um camião.
O Sargento Avila acrescentou que era importante que ninguém soubesse do assunto, e  que ninguém se aproximasse do local.

#### Quinto dia e seguintes
Segundo os relatos, no dia 20 de Agosto começaram os trabalhos. Foi construida uma estrada,  e um portão largo no local do acontecido, e trazido um camião com reboque de transporte de cargas pesadas,  do tipo lowboy, de cerca de dezoito rodados. Seguidamente foi montada uma estrutura sobre o reboque para fixar o objeto, que tinha sido levantado com uma enorme grua. Jose e Remigio, escondidos pela vegetação,  diáriamente observavam sub-repticiamente os preparativos dos militares. 
Não foram usadas precauções especiais: os militares usavam as suas habituais fardas de trabalho, e após as suas tarefas, costumavam dirigir-se  ao Owl Bar and Café , em San Antonio, onde socializavam. Cerca do dia 25 tudo indicava que o objeto ia seguir para fosse qual fosse o seu destino final.
Nesse último dia,  o camião foi conduzido para o lado de fora do portão, com o estranho engenho amarrado e coberto por uma lona. Jose conta ter comentado com o amigo: "Penso que eles vão levá-lo esta noite". Remigio respondeu "Sim, que tal um souvenir?" Os dois rapazes esperaram durante algum tempo até os militares se irem embora. 
Jose puxou parte da lona, expondo a abertura na lateral da nave. Enquanto Remigio mantinha a lona aberta José subiu para o engenho. 
O interior do objeto era metálico, semelhante a latão amarelo, sem brilho. O chão era plano,  e as paredes curvas pareciam ser constituidas de painéis, sem quaisquer sinais de rebites. Nao havia sinais de  mobiliário.  No topo do objeto existia uma cúpula transparente, semelhante a  plástico, de cerca de 70 cm,que deixava entrar a luz do dia.  Num dos painéis havia um quadro com cerca de 76x61 cm, e presa a esse quadro com alguns pinos estava uma peça metálica, que Jose soltou com um pé de cabra: era o souvenir.

#### Após a recuperação do objeto
Os rapazes tinham regressado a casa; o engenho fora levado para local incerto e o sítio do embate limpo de vestígios pelo grupo de militares. O chamado souvenir era uma peça "decididamente terrestre" (talvez qualquer tipo de suporte) de cerca de 30 cm de comprimento, pesando  425 g e contendo um certo número de buracos para pinos de algum tipo. Mais tarde analisada (em 2004), verificou-se ser alumínio. Em 2016 uma nova análise  classificou o material como silumin, composto de 87,06% de alumínio, 10,45% de silício, 1,97% de cobre e 0,53% de magnésio.
Os dois rapazes esconderam a peça de todos, baptizando-a até de "Tesoro" ou seja, tesouro. Assim, sobreviveu até aos dias de hoje, ao contrário dos outros materiais encontrados no local da queda, que se teriam perdido no decorrer dos anos - tais como as tiras de metal com memória, e grande quantidade de  fios prateados semelhantes aos usados nas decorações de Natal.

## Esquecimento e redescoberta
O  acidente de San Antonito caiu no esquecimento sem grande dificuldade. Os jovens soldados envolvidos no episódio tinham retomado as suas vidas civis; a Força Aérea enterrara há muito o assunto;   Jose Padilla e Remigio Baca tinham perdido o contato um com o outro. Os avisos para se manterem em silêncio tinham sido prudentemente aceites. À Segunda Guerra Mundial seguira-se a Guerra Fria.  Remigio Baca recorda até que se alguém falasse demasiado sobre os assuntos do Ponto Zero, ou se  lembrasse de muitos detalhes, o governo poderia  enviá-lo para  uma "cura longa e repousante" num asilo de loucos nas proximidades.
Só em 2003, por um simples acaso, os dois amigos se voltariam a reunir. Nessa altura  decidiram que era o momento de contar a sua história a um jornalista, um antigo colega de escola, Ben Moffett, que escreveu o primeiro artigo sobre o caso de  San Antonito num jornal local de Socorro. Timothy Good em 2006 mencionou o episódio no seu livro Need to Know. Contudo, só em Maio de 2009 o episódio voltaria a ressurgir quando a jornalista italiana Paola Harris tomou conhecimento dele por um artigo de jornal. 
As semelhanças deste caso com o de Roswell são óbvias. Tal como no incidente posterior  de  Roswell, o exército não tinha qualquer ideia do que acontecera até  que um agricultor local os alertasse. O Exército não perdera nada, e não lhes faltava nenhum dispositivo experimental. A explicação do balão meteorológico não concorda com a necessidade de o retirar por meio de um camião de vários rodados. Intrigante é também o fato dos militares procurarem "qualquer coisa" nos dias   seguintes à recuperação do aparelho voador, vasculhando a casa de Faustino Padilla. 
Jacques Vallée comenta: "Vamos garantir que  [ o caso ]  não se transforma num circo, como aconteceu em Roswell, com todos os embustes, toda a exploração por todos os grupos, incluindo as mentiras flagrantes dos militares.(...) este caso é único." 